# Françoise-Christine de Palatinat-Soulzbach
La comtesse palatine Françoise-Christine de Palatinat-Soulzbach (16 mai 1696 à Sulzbach-Rosenberg ; 16 juillet 1776 à Essen) est la princesse-abbesse de l'abbaye d'Essen et de l'abbaye de Thorn (en). Elle dirige l'abbaye d'Essen de 1726 à 1776, le plus long règne comme abbesse d'Essen. Son mandat est marqué par les conflits entre l'abbaye et de la ville, qui sont causés par ses conseillers.
Elle créé la fondation princesse Françoise-Christine, qui gère toujours l'orphelinat qu'elle a fondé à Essen-Steele.

## Biographie

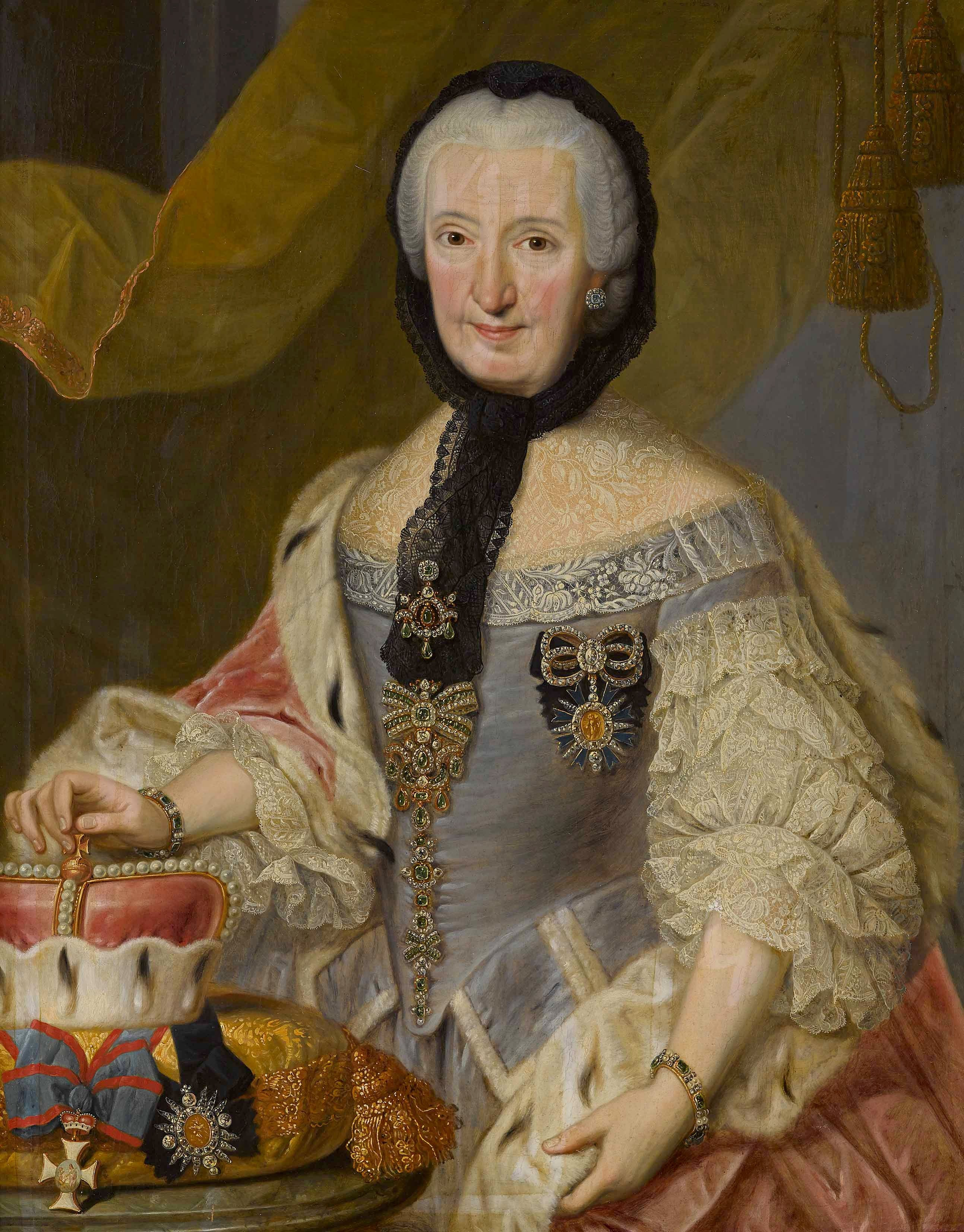

### Jeunesse
Françoise-Christine est née le 16 mai 1696 et est la fille du duc Théodore-Eustache de Palatinat-Soulzbach et sa femme Marie-Éléonore de Hesse-Rheinfels. Elle est le troisième enfant et la deuxième fille. Les ducs de Palatinat-Soulzbach sont une branche collatérale de la branche Palatine de la maison de Wittelsbach.
À l'âge de cinq ans, elle obtient un Prébende à l'abbaye de Thorn, une abbaye laïque de dames nobles, à l'ouest de la Meuse à Ruremonde. Sa tante Éléonore de Löwenstein-Wertheim-Rochefort est abbesse de Thorn et fait de Françoise-Christine, son « bien-aimée cousine », son unique héritière, en 1706. En 1712, elle présente son Aufschwörung (la preuve de son origine noble) à l'abbaye d'Essen. Elle reçoit une prébende, à la condition de ne pas voter aux décisions du chapitre aussi longtemps que deux de ses sœurs auront aussi le droit de vote. La raison de cette restriction est que seulement dix dames ont le droit de voter dans le Chapitre à Essen, et il est estimé que le fait de donner trois voix à la famille de Palatinat-Soulzbach serait leur donner trop d'influence. Néanmoins, Françoise-Christine accepte la prébende à Essen, le 10 novembre 1712 et prend immédiatement résidence à Essen, ce qui est une condition pour plus tard, avoir le droit de voter dans le chapitre. Elle est libérée de l'obligation de résidence en septembre 1713 et reçoit le droit de vote deux ans plus tard, quand sa sœur rejoint un monastère religieux (Essen est une abbaye laïque ; ce qui signifie que les religieuses gardent leurs propres possessions et peuvent partir quand elles le veulent, par exemple, si elles décident de se marier).

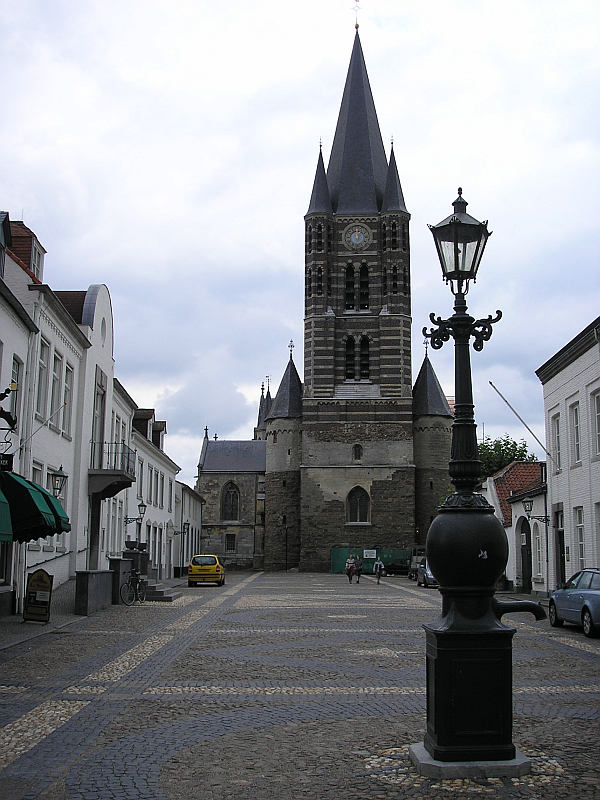
l'abbaye de Thorn

Françoise-Christine n'occupe aucun office ni à Thorn, ni à Essen, avant d'être élue abbesse.
L'abbesse Juliana Anne Hélène de Manderscheid-Blankenheim de l'abbaye de Thorn est décédé le 12 janvier 1717. Le 31 mars 1717, Françoise-Christine est élue comme successeur. À 21 ans, elle n'est pas assez âgée pour occuper ce poste, elle doit donc obtenir la dispense du pape. Elle n'est pas la candidate préférée du chapitre, mais l'influence extérieure a été décisive dans son élection. Cinq candidats ont exprimé un intérêt pour le poste:
- Anna Salomé de Manderscheid-Kail-Falkenstein, qui est la doyenne,
- la Comtesse de Löwenstein, une dame collégiale résidant à Thorn,
- Magdalena de Salm-Reiferscheid, une autre dame collégiale de Thorn,
- Françoise-Christine elle-même, qui est dame collégiale, mais n'ayant pas droit de vote
- La comtesse Anna Jeannette de Manderscheid-Blankenheim

Dix dames collégiales et six chanoines ont le droit de voter. Thorn est une abbaye impériale, de sorte que l'abbesse est une princesse impériale. L'élection permet donc à la maison royale d'accroître son influence, par le fait d'avoir des parents élus.
Déjà, le 2 février 1717, une lettre de l'électeur palatin Charles III Philippe du Palatinat est arrivée à Thorn, recommandant l'élection d'un membre de sa famille Françoise-Christine. Charles III Philippe était un membre de la ligne de Palatinat-Neubourg de la maison de Wittelsbach; sa fille Elisabeth Auguste a épousé le frère de Françoise-Christine, Joseph Charles (également en 1717). Le chapitre était d'abord opposé à cette proposition, car Françoise-Christine était moins expérimentée que les autres candidats. Le 7 mars, un envoyé de l'électeur est arrivé à Thorn, « ... pour faire des propositions aux dignitaires de l'abbaye en ce qui concerne la sérénissime la princesse Christina de Soulzbach ». La nature de ces propositions est inconnue, mais ils ont été tellement convaincantes que même une lettre de l'empereur Charles VI recommandant un autre candidat, n'a pas empêché la candidate des Wittelsbach d'être élue.

### Abbesse d'Essen
Le 15 octobre 1726 Françoise-Christine fut élue abbesse d'Essen. Son élection à Essen a été également aidée par des influences extérieures. Küppers-Braun a établi que, dans cette élection, les intérêts de plusieurs comtes, notamment les comtes de Manderscheid-Blankenheim et le comte de Salm-Reifferscheid est entré en conflit avec les intérêts des maisons princières. La doyenne d'Essen, Anna Felicitas de Salm-Reifferscheid, a joué un rôle central dans cette élection. Elle avait promis de voter pour Françoise-Christine, contre les intérêts de sa famille. Le comte de Manderscheid-Blankenheim a offert au comte de Salm plusieurs prestigieux bénéfices si ce dernier réussissait à convaincre sa sœur de briser cette promesse. Anna Felicitas, toutefois, tenu sa promesse et a voté pour Françoise-Christine.
Elle était la candidate soutenue par les princes impériaux. Ils ont, eux aussi, tenté d'influencer le vote. L'archevêque de Cologne, Clément-Auguste de Bavière, qui était un membre d'une ligne de la maison de Wittelsbach et avec qui la famille de Palatinat-Soulzbach avait de bons contacts, parce que le frère de Françoise-Christine avait été un Chanoine à Cologne, a envoyé une lettre de recommandation. L'électeur Charles III Philippe du Palatinat a envoyé deux émissaires, avec une lettre de recommandation et des instructions pour un séjour à Essen jusqu'à après l'élection. Le royaume de Prusse, qui est considéré comme le protecteur des Protestants de la ville de Essen, s'est exprimé en faveur de Françoise-Christine. L'envoyé de Prusse, en revanche, s'est estimé entravé par les émissaires de l'Église catholique dans les principautés. La Prusse a compté sur la promesse que Françoise-Christine accorde à la liberté de religion aux protestants de ville. Pour assurer l'élection de Françoise-Christine, le Palatinat envoyé un canon avec une troupe dans la ville.
Avec un tel soutien massif et également pris en charge par la précédente permission du pape pour l'exercice de la fonction d'abbesse dans les deux abbayes simultanément, Françoise-Christine a été élue par 20 votes sur 22 électeurs.

### Princesse-abbesse

#### Politique
Lors de son élection Françoise-Christine avait séjourné à Soulzbach. Quand la nouvelle abbesse élue est entrée dans la ville d'Essen, une brochure de quatre pages intitulée Essendia Redeviva a été publiée, dans laquelle il était allégué que, pendant le règne de son prédécesseur Bernardins-Sophie de la Frise orientale et de Riedberg, « rien que de l'hostilité, de méfiance et de la discorde avait toujours prévalu » et « le pays tout entier avait passé ses jours dans la mélancolie, attendant en vain de la rédemption », jusqu'à ce que Françoise-Christine prenne ses fonctions. Küppers-Braun souligne que cette brochure montre clairement l'influence Jésuite. Au cours du règne de Françoise-Christine de près de cinquante ans, les jésuites avaient une influence considérable sur la politique de l'abbaye. Son prédécesseur était tombé avec la commande sept ans plus tôt. Françoise-Christine, cependant, leur a permis de revenir comme des experts de l'administration. Ses confesseurs, qui ont exercé une forte influence sur elle, étaient des jésuites. Les vues absolutistes sur le gouvernement de ses conseillers sont souvent entrées en conflit avec les droits ancestraux des chapitres de Thorn et Essen, que ceux-ci défendaient âprement. Par exemple, il y avait un litige sur la question de savoir si l'abbesse pouvait décider de la disposition des prières et des processions seule, ou si elle avait besoin d'un accord avec le chapitre. Un autre différend, qui a même conduit à un procès avant la Chambre impériale à Wetzlar, était sur le point de savoir si l'abbesse ou son officialis avait le droit d'inspecter la cheminée dans les résidences privées des chanoines à Essen, sans consultation préalable du chapitre. À Thorn, il y avait des différends sur les revenus et les questions judiciaires.
Sous le gouvernement de Françoise-Christine, un nouveau code des impôts, un code du prêt hypothécaire et une ordonnance de la cour ont été promulgués. Les Etats, qui avait un mot à dire dans les questions fiscales, n'ont été appelés qu'une seule fois au cours de son règne. Après un moment, ils ont commencé à se réunir dans la maison du Prévôt, sans avoir été convoqués par l'abbesse. En fait, elle, ou plutôt, ses conseillers, ont essayé d'empêcher ces réunions.

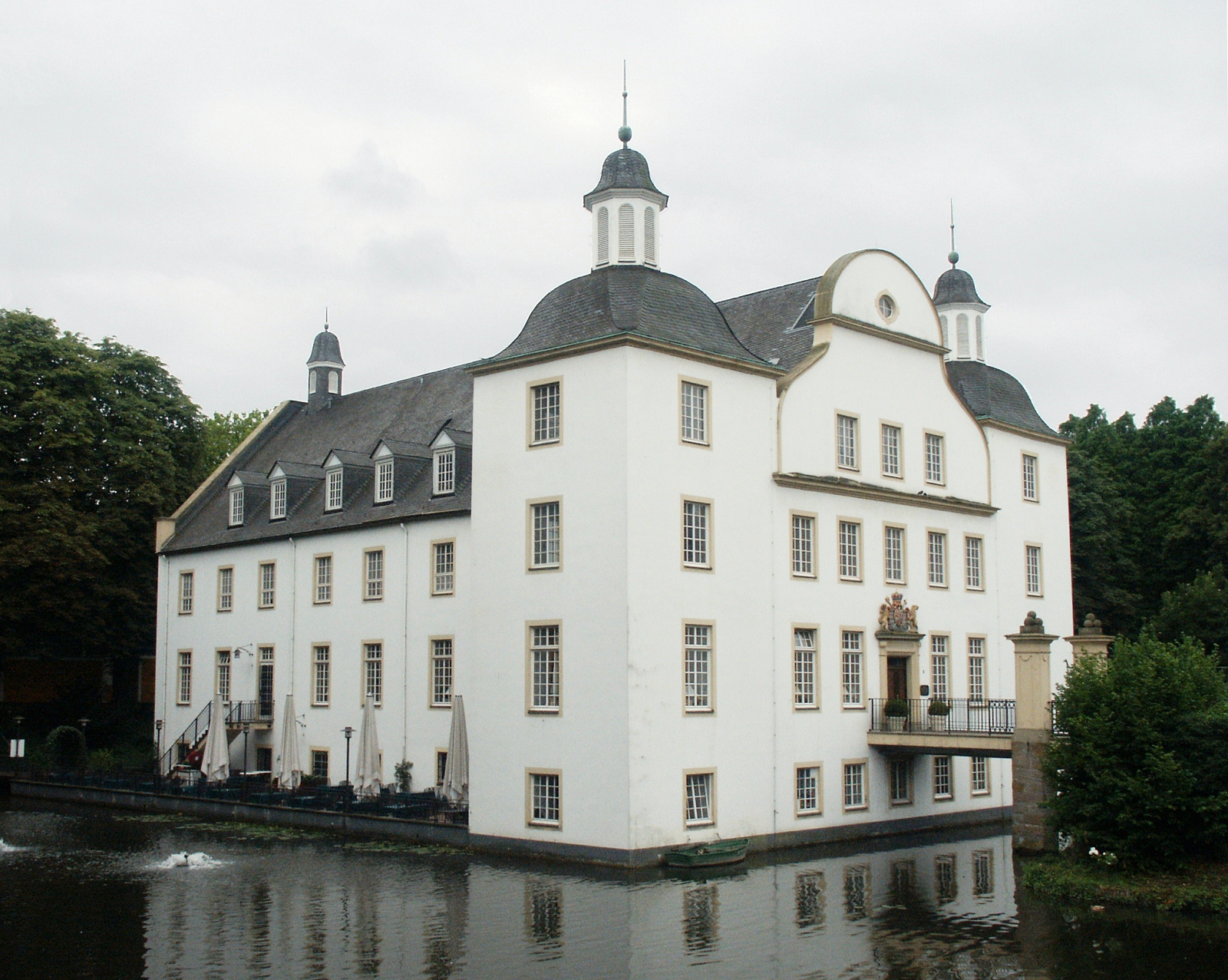
Le château de Borbeck

La relation entre l'abbaye et de la ville d'Essen, a également subi l'influence des jésuites sur l'abbesse. Non seulement, les citoyens protestants se sont plaints, mais les catholiques aussi. En 1775, la collégiale de dames et de l'ensemble des citoyens ont tenté de chasser le père Thomas Manteaux SJ, le confesseur jésuite de Françoise-Christine de sa charge. Il a été allégué qu'il était responsable de la pression fiscale et du remplacement de dirigeants de l'abbaye. Les témoins ont tous témoigné que Françoise-Christine elle-même n'avait rien fait de mal. Un témoin a mentionné des choses alléguées à propos de son confesseur qu'« aucun vrai catholique ne pouvait écouter sans dégoût ». Dans les environs de 1766, le Nonce a écrit ceci à propos de Françoise-Christine à son successeur : « Elle est une pieuse princesse, pleine de foi, mais elle permet à son confesseur et ses chanoines de célébrer mille abominations. Jusqu'à récemment, elle avait un Jésuite nommé le Père des Manteaux, qui a régné avec un bâton, mais il est maintenant mort, et les choses sont mieux ».
Françoise-Christina était la fille d'un prince impérial, après son élection, une princesse impériale dans son propre droit. En tant que telle, elle a essayé de s'entourer d'une cour princière, dans la mesure de ses moyens. La Lande Ignace Fortuna a occupé une position de premier plan à sa cour. Dans l'abbaye d'Essen, il a vécu dans l'antichambre de la salle à manger. Dans le manoir à Steele, il avait une salle chauffée au même étage que la princesse, un privilège que seul lui et le trésorier de la congrégation, et le prêtre personnel de l'abbesse avaient.
Les bâtiments de la résidence des princesses-abbesses étaient vieux et en mauvais état. Le baron de Duminique, qui plus tard a organisé l'élection de la remplaçante de Françoise-Christine en 1776, comme envoyé de la cour de Saxe, s'est trouvé contraint, en raison de l'humidité dans la maçonnerie, de demander aux Jésuites à côté de lui fournir un hébergement. Comme beaucoup de ses prédécesseurs, Françoise-Christine a passé la plupart de son temps au château de Borbeck. Elle a étendu et rénové le château entre 1744 et 1762, donnant sa forme actuelle aux château. Elle avait étendu le bâtiment sur le côté sud par l'architecte de la cour, du palatinat à Düsseldorf. Elle a mis ses armes au-dessus de la porte d'entrée et a créé un jardin de 42 acres, dans le style d'un Jardin à l'anglaise.

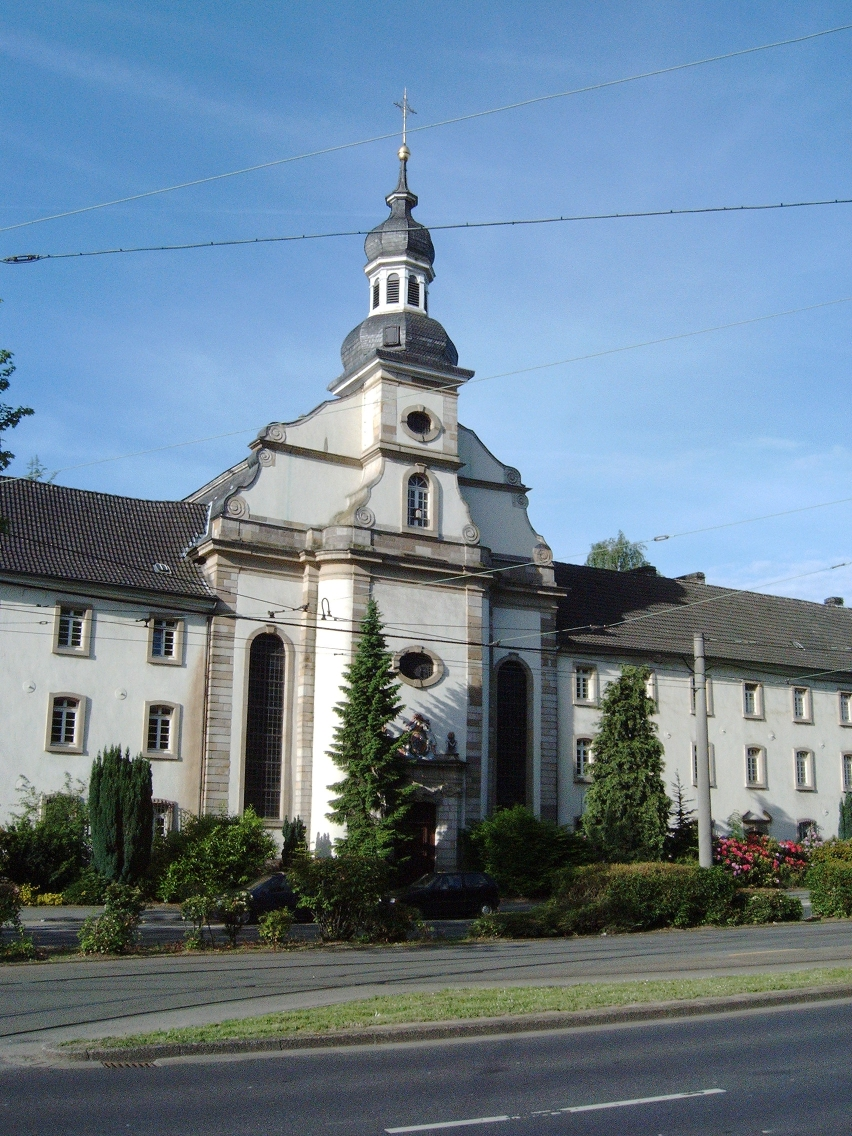
l'orphelinat Princesse Françoise-Christine

L'action la plus connue de Françoise-Christine a été la création de son orphelinat, qui a accueilli son premier enfant en 1769. Les bâtiments baroques de Essen-Steele sont désormais les seuls survivants de bâtiments séculaires de l'abbaye d'Essen. Françoise-Christine a personnellement pris part à la construction et à l'éducation les orphelins. Tous les enfants ont appris à lire, à écrire et à calculer. Les garçons ont aussi reçu une formation professionnelle; les jeunes filles apprennent le travail manuel. Ils ont tous reçu une belle dot quand ils ont quitté l'institution. Pour sécuriser l'orphelinat financièrement, elle a créé la fondation Princesse Françoise-Christine, qui finance l'orphelinat jusqu'à ce jour. Il y a un doute, cependant, de savoir si elle a fourni l'ensemble des richesses de la Fondation de ses ressources propres. Küppers-Braun a montré que le prix d'achat des exploitations qui fournissent la base économique de la fondation, doit avoir largement dépassé ses ressources financières. Après déduction du coût du ménage et de ses funérailles, le surplus de la vente de l'ensemble de son patrimoine a été seulement 318 Reichstaler, moins que la richesse de son économe de la Lande de Fortuna Ignace laissa quand il est mort. En fait, l'orphelinat a servi une triple fonction: en plus d'être un orphelinat, il a servi de résidence pour l'abbesse et par-dessus tout, il a servi comme une mission, un poste pour les Jésuites, qui ont fourni des conseils spirituels à la fondation. L'orphelinat a été construit au cours d'une phase dans laquelle les Jésuites ont été critiqués dans de nombreux pays et même expulsés de certains, comme au Portugal en 1759. Pour éviter de telles critiques, la fondation princesse Françoise-Christine a été conçue comme une fondation laïque et ses actes et contrats ont été mis en place d'une manière qui ménage les Jésuites et leurs critiques. La chapelle de la fondation a une exemption spéciale : elle ne faisait pas partie du diocèse, mais subordonnée directement au pape. Toute influence extérieure a été proscrite. Le pape Clément XIV supprima l'ordre des Jésuites en 1773, quatre ans après que l'orphelinat a été fondée, mais cela n'a eu aucun effet sur l'orphelinat. Lorsqu'en 1802, de nombreuses institutions religieuses ont été sécularisées, la fondation princesse Françoise-Christine n'a pas été touchée, parce que c'était une fondation laïque.
Pendant les dernières années de sa vie, Françoise-Christine était faible et fragile et aussi rongée par les maladies. Cependant, elle n'a pas été une patiente facile : un rapport de 1775, se plaint qu'elle ne prend pas régulièrement ses médicaments, « ... bien que nous trois, homme-médecine, Leidenfrost, Bruning et Tuttman, adoptons toute possibilité de lui fournir de savoureux, et encore en vigueur [de Médecine] ». L'octogénaire abbesse est décédée le 16 juillet 1776 à Essen, peu de temps avant son jubilé de cinquante ans. Son corps était exposé dans la salle d'audience de l'abbaye sous une magnifique verrière. Le 18 juillet, le cercueil a été transféré de Essen à Steele, qui était encore indépendant, sur un corbillard tiré par six chevaux couverts en noir. Selon ses dernières volontés, la princesse fut enterrée dans la chapelle de l'orphelinat qu'elle a fondé. Sa coadjutrice, la princesse Cunégonde de Saxe lui succéda.